# Eooxylides siporana
Eooxylides siporana är en fjärilsart som beskrevs av Riley 1945. Eooxylides siporana ingår i släktet Eooxylides och familjen juvelvingar. Inga underarter finns listade i Catalogue of Life.